# Kęstutis Andziulis
Kęstutis Andziulis (oroszul: Кестутис Андзюлис Юргисович) (Laikiškiai, 1929. május 24. – Kaunas, 2007. május 8.) litván tanár, edző és sportújságíró, szovjet színekben nemzetközi labdarúgó-játékvezető volt. Élete és munkája nagyrészt Kaunashoz kötődik. Testvére, Vytautas Andziulis nyomdász, aki a szovjet időszakban illegális nyomdát működtetett.

## Pályafutása
1937–1942 között Kaunasben járt elemi iskolába, majd 1942-től 1944-ig a Kaunasi Jezsuita Gimnáziumban tanult. 1945–1949 között a Kaunasi Pénzügyi Főiskola hallgatója volt. 1949–1951 között edzői iskolába járt, majd 1952–1957. között a leningrádi Leszgaft Testnevelési Főiskola kaunasi kihelyezett intézetében edző-tanár végzettséget szerzett.

### Nemzeti játékvezetés
A játékvezetésből 1957-ben a főiskolán vizsgázott, 1961-ben lett az I. Liga játékvezetője. A nemzeti játékvezetéstől 1976-ban vonult vissza. Első ligás mérkőzéseinek száma: 161.

#### Nemzeti kupamérkőzések
Vezetett Kupa-döntők száma: 2.

##### Szovjet-labdarúgókupa
| Időpont             | Helyszín                   | Mérkőzés típusa        | Mérkőzés                             | Eredmény | Nézők száma |
| ------------------- | -------------------------- | ---------------------- | ------------------------------------ | -------- | ----------- |
| 1961. október 29.   | Luzsnyiki Stadion, Moszkva | döntő                  | FK Torpedo Moszkva–FK Sahtar Doneck  | 1 – 3    | 100 000     |
| 1965. augusztus 14. | Luzsnyiki Stadion, Moszkva | döntő első mérkőzés    | FK Szpartak Moszkva–FK Dinama Minszk | 0 – 0    | 100 000     |
| 1965. augusztus 15. | Luzsnyiki Stadion, Moszkva | döntő második mérkőzés | FK Szpartak Moszkva–FK Dinama Minszk | 2 – 1    | 60 000      |

### Nemzetközi játékvezetés
Az Szovjet Labdarúgó-szövetség Játékvezető Bizottsága (JB) terjesztette fel nemzetközi játékvezetőnek, a Nemzetközi Labdarúgó-szövetség (FIFA) 1965-től tartotta nyilván bírói keretében. Litvánia első nemzetközi játékvezetője. Több nemzetek közötti válogatott és klubmérkőzést vezetett, vagy működő társának partbíróként segített. 12 országban szolgálta játékvezetőként a nemzetközi labdarúgást. Az orosz nemzetközi játékvezetők rangsorában, a világbajnokság-Európa-bajnokság sorrendjében többedmagával a 25. helyet foglalja el 1 találkozó szolgálatával. Az aktív nemzetközi játékvezetéstől 1973-ban búcsúzott. Válogatott mérkőzéseinek száma: 3.

#### Világbajnokság
A világbajnoki döntőhöz vezető úton Angliába a VIII., az 1966-os labdarúgó-világbajnokságra a FIFA JB bíróként alkalmazta.

##### 1966-os labdarúgó-világbajnokság

###### Selejtező mérkőzés
| Időpont          | Helyszín             | Mérkőzés típusa           | Mérkőzés         | Eredmény | Nézők száma |
| ---------------- | -------------------- | ------------------------- | ---------------- | -------- | ----------- |
| 1965. október 9. | Népstadion, Budapest | előselejtező (6. csoport) | Magyarország–NDK | 3 : 2    | 73 153      |

## Sportvezetőként
Kaunasi Labdarúgó-szövetség alelnöke.

## Írásai
- Sport szabályok és sport szenvedély (1964),
- Labdarúgó játékvezető (1976),
- A labda és síp (1986; 1990),

## Szakmai sikerek
- A Szovjetunióban 9-szer (1961, 1962, 1963, 1964, 1965, 1968, 1969, 1970, 1974) lett az Év játékvezetője, Litvániában 22 alkalommal szerepelt az első tíz bíró között,
- A Szovjetunióban elismerésül, a 100 első osztályú bajnoki mérkőzés vezetését követően arany jelvényt kaptak a játékvezetők.
- A litván sportért tett szolgálataiért megkapta a Medal of Merit kitüntetést.